# Louis de Buade de Frontenac
Louis de Buade de Frontenac (Saint-Germain-en-Laye, 22 de mayo de 1622 - Ciudad de Quebec, 28 de noviembre de 1698) fue un soldado, cortesano francés y Gobernador General de la Nueva Francia de 1672 a 1682 y de 1689 hasta su muerte en 1698. Estableció un gran número de fortificaciones en los Grandes Lagos y participó en una serie de batallas contra los ingleses y los iroqueses.

## Juventud
Louis de Buade de Frontenac, nació el 22 de mayo de 1622 en Saint-Germain-en-Laye. Era hijo de Henri de Buade, coronel del regimiento de Navarra. Se conocen pocos detalles sobre su juventud ya que no se ha encontrado ningún documento al respecto. Su familia era una de las más ilustres de Bearne. Su abuelo Antoine de Buade, señor de Frontenac, había sido consejero de estado de Enrique IV.
En 1635 comenzó su carrera militar, sirviendo a las órdenes de Mauricio de Nassau, príncipe de Orange en Holanda. Luchó en Italia y en los Países Bajos, siendo herido varias veces. En 1643 fue ascendido a coronel del regimiento de Normandía. Tres años más tarde, tras luchar con el brazo roto en el sitio de Orbitello, fue ascendido a mariscal de campo. Continuó en el servicio hasta la Paz de Westfalia en 1648, volviendo luego a la casa de sus padres en París y casándose, sin consentimiento familiar, con Anne de La Grange-Trianon. El matrimonio no fue feliz y tras el nacimiento de su hijo, se separaron, Louis se trasladó a su hacienda en Indre. Allí su extravagante ritmo de vida le llevó a endeudarse. Poco se sabe de su vida durante los quince años siguientes, únicamente que ocupó un puesto de alto rango en la corte francesa. En 1669, bajo recomendación de Enrique de la Tour de Auvergne-Bouillon Frontenac fue llamado para comandar las tropas que Francia envió para ayudar a la república de Venecia en la defensa de Creta frente a los turcos. En esta expedición su prestigio militar aumentó, aunque no lo hizo su fortuna.

## Primer mandato en Nueva Francia
En este periodo los asuntos de la Nueva Francia reclamaron inesperadamente la atención de la corte francesa. Desde 1665 la colonia había sido administrada con éxito por tres hombres: el intendente Jean Talon, el gobernador Daniel de Rémy de Courcelle y Alexandre de Prouville, marques de Tracy, que había sido nombrado por el rey teniente general en América. Pero las diferencias de opinión entre el gobernador y el intendente atrajeron el interés de la opinión pública. Por este motivo, Frontenac fue designado para cubrir el puesto de Courcelle.

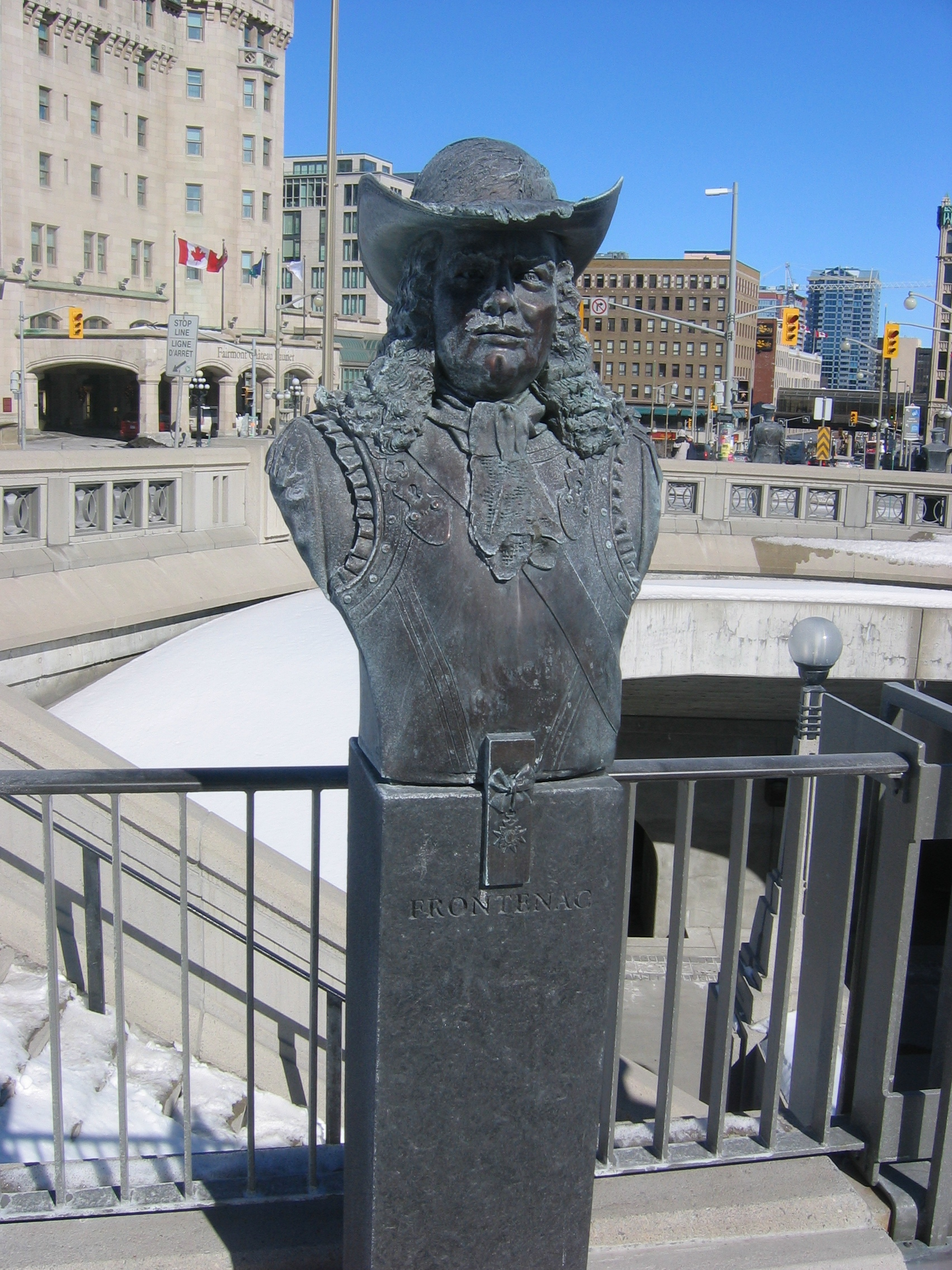
Busto de Frontenac en el Valiants Memorial en Quebec.

El nuevo gobernador llegó a Quebec el 12 de septiembre de 1672. Desde el inicio se hizo evidente que Frontenac estaba dispuesto a poner en práctica una política de expansión colonial y a actuar libremente, aun en contra de las opiniones de Luis XIV y de su ministro Colbert. Una de sus primeras decisiones fue la de reunirse con los tres estamentos en Canadá, nobles, clero y pueblo llano, con la desaprobación de la corte francesa; además, tomó medidas para frenar los intentos de aumentar el poder del Soberano consejo de Nueva Francia y de reactivar la figura del intendente.
Frontenac era un hombre dominante, celoso de su autoridad y dispuesto a exigir la obediencia de todos y no doblegarse ante nada. Pronto se vio involucrado en disputas con el intendente acerca de cuales eran las cuestiones más prioritarias, y con los eclesiásticos, de los que uno o dos se atrevieron a criticar sus procedimientos. La iglesia de Nueva Francia se administraba, desde hacía muchos años, por las órdenes religiosas, debido a que la construcción de una sede en Quebec era solo un proyecto. Pero tres años después de la llegada de Frontenac, llegó a Quebec un exvicario apostólico, Francisco de Laval, para ejercer como obispo con una jurisdicción sobre la totalidad de la Nueva Francia. En este hombre Frontenac encontró un firme oponente, que tenía la idea de que el estado se subordinara a la iglesia. Frontenac, al igual que sus antecesores en el cargo, había emitido licencias de comercialización de bebidas alcohólicas. El obispo, apoyado por el intendente, trató de eliminar este comercio y envío un embajador a Francia para conseguir ese objetivo. En particular, Frontenac apoyó la venta de brandy a las Naciones Originarias, lo que era considerado por François de Laval un pecado mortal. El rey y sus ministros debieron decidir sobre este asunto, por lo cual, el gobernador y el intendente fueron llamados a Francia en 1682 para declarar. Además, Frontenac tuvo nuevos problemas con el Soberano consejo de Nueva Francia, sobre su expansión y sobre las corveas necesarias para construir las nuevas fortificaciones.
Durante el primer mandato de Frontemac se realizaron muchas mejoras —las defensas fueron reforzadas y se construyó una fortificación en Cataraqui (ahora Kingston (Ontario)), con el nombre de los gobernadores— y se mantuvo la paz entre los iroqueses y los franceses, aliados con hurones y ottawas. Pero el curso de los acontecimientos durante los años sucesivos demostró que la retirada del gobernador había sido inoportuna. Los Iroqueses comenzaron a tomar una actitud beligerante, y el sucesor de Frontenac, Joseph-Antoine de La Barre, se mostró incapaz de controlar el asunto.  Finalmente, La Barre fue sustituido por el marques de Denonville, que combatió con más decisiones a los iroques, ello les enfureció, la masacre de Lachine donde fallecieron 72 civiles franceses a manos de Mohawks, fue el hecho que precipitó su caída.

## Segundo mandato en Nueva Francia
Los asuntos de la colonia se encontraban en estado crítico. Finalmente Frontenac fue elegido por Luis XIV para volver al puesto de gobernador, lo hacía el 15 de octubre de 1689, fue recibido con entusiasmo, contaba con la confianza del público. La paz no duró mucho tiempo en Quebec. El 16 de octubre, las tropas de Nueva Inglaterra, al mando de William Phips, gobernador de Massachusetts, llegaron desde la isla de Orleans, y exigieron la rendición de la fortaleza. Frontenac respondió con una célebre frase: «Non, je n'ai point de réponse à faire à votre général que par la bouche de mes canons et de mes fusils» [No tengo otra respuesta para sus generales, que la que salga de la boca de mis cañones y fusiles]. Finalmente Frontemac y sus tropas consiguieron repeler al enemigo.
Tras el ataque el prestigio del gobernador aumentó, y se estuvo preparando para realizar un ataque por mar sobre Boston, pero sus recursos eran insuficientes para tal empresa. Por lo que Nueva Francia disfrutó de un breve intervalo de paz.

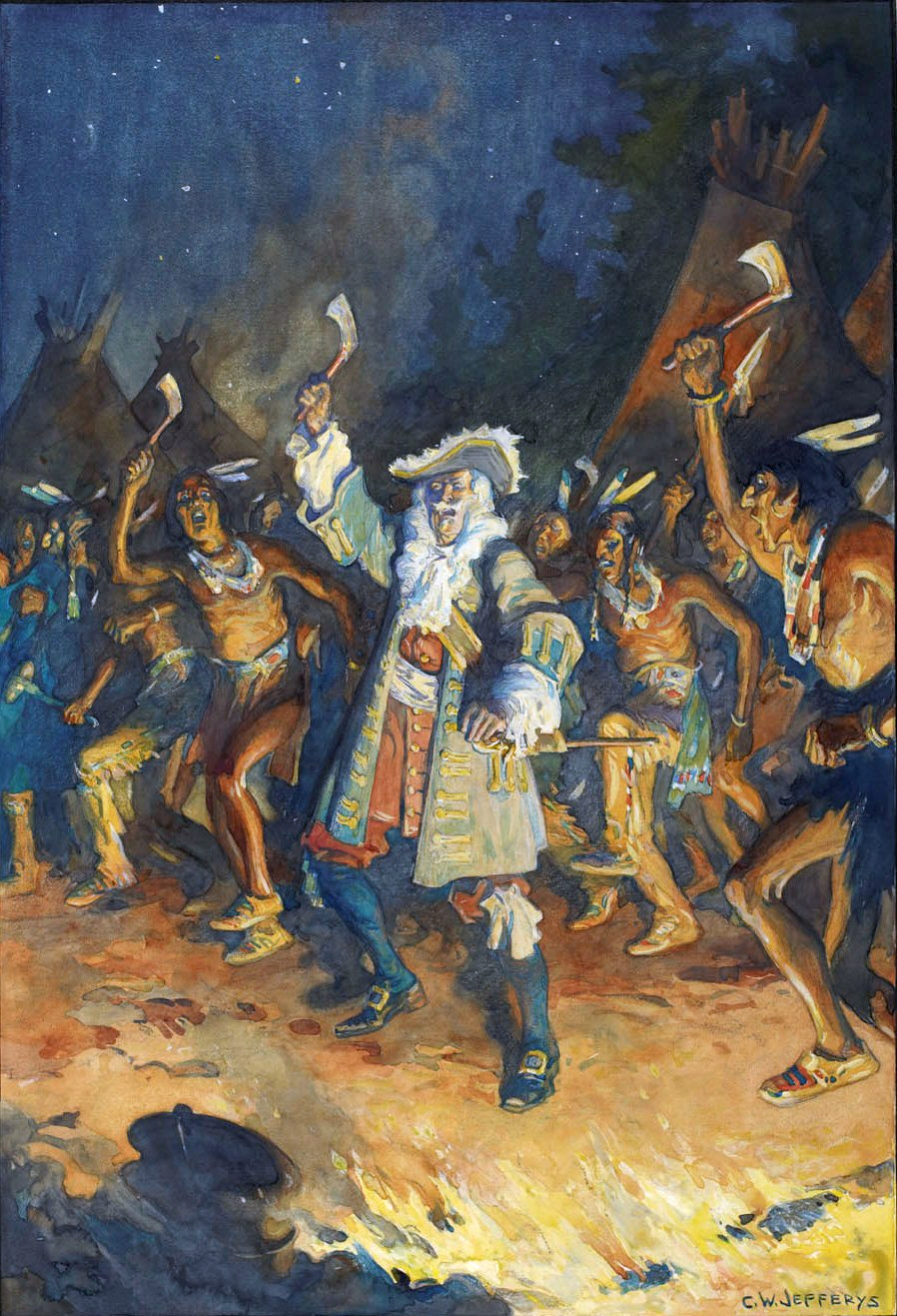
Frontenac con los indios

Nueva Francia sufrió constantes ataques de los Iroqueses durante el siglo XVII. Por lo que desde hacía dos años se mantenía una guerra contra ellos. La colonia, infestada por partidas de guerra iroquesas, sufría extremadamente. El comercio de pieles, que constituía su único recurso de supervivencia, fue completamente cortado, y las pieles se acumularon en los lagos superiores, porque el enemigo impedía bajarlas. Para hacer frente a la amenaza, envió a Jean Baptiste Bissot para establecer un puesto comercial y fuerte en Kekionga, actualmente Fort Wayne (Indiana). En un gran consejo con las tribus aliadas, Frontemac cogió un hacha y la blandió en el aire mientras cantaba una canción de guerra, sus oficiales siguieron su ejemplo. Los indios cristianos de una misión cercana se unieron a ellos y también lo hicieron los hurones y los algonquinos. Tras la danza sus aliados le prometieron pelear a su lado a muerte. Finalmente y tras tres años de guerra, Frontenac rompió el bloque el bloqueo de Ottawa llevando a Montreal el codiciado tesoro.
En 1696, Frontenac decidió luchar él mismo contra los iroqueses, a pesar de que para entonces ya tenía 76 años de edad. El 6 de julio de ese mismo año, salió de Lachine, Quebec, al mando de un considerable ejército y se dirigió hacia el poblado de los onondaga adonde llegó un mes más tarde. En ese tiempo los iroqueses habían abandonado sus poblados. Frontenac soportó la larga marcha a pesar de su avanzada edad, por lo que fue premiado con la Cruz de San Luis. Bajo el liderazgo de Frontenac, el ejército canadiense consiguió adaptarse a la guerra de guerrillas y llevó la guerra a territorio iroqués, logrando atacar numerosos asentamientos ingleses. Como resultado los iroqueses jamás volvieron a ser un peligro para la colonia francesa.
Frontenac murió el 28 de noviembre de 1698 en el castillo de San Luis después de una breve enfermedad. Su muerte fue profundamente sentida por el pueblo canadiense.